# Benu
Benu war die Bezeichnung eines altägyptischen Totengottes. In der ägyptischen Mythologie wurde er später als göttlicher Vogel verehrt, da er in seiner Erscheinungsform als Purpurreiher und Zugvogel „neugeboren“ aus seinem Überwinterungsgebiet nach Ägypten zurückkehrte. Benu verkörperte in der ägyptischen Astronomie den Planeten Venus, der zusätzlich mit einem Glorienschein dargestellt wurde. Er galt als Schutzgott des heiligen Widders.

## Hintergrund
Im Mittleren Reich sahen die Ägypter bei Sonnenuntergang im Benu einen Falken, der nach seinem nächtlichen Aufenthalt in der Duat während der Morgenröte als Reiher neu geboren wird. Außerdem wurde der Benu als Ba-Seele des Osiris angesehen, die sich im Imiut des Anubis bis zur Wiedergeburt im Verborgenen aufhielt. Ba-djedet wurde ebenfalls als Ba des Osiris angesehen.

### Mythos vom Benu
Der Mythos vom Benu erzählt, dass er sich nach der Schöpfung als erstes Wesen auf dem aus der Flut auftauchenden Land niederließ. In bestimmten Zeitabständen kommt er aus Arabien oder Indien nach Heliopolis, wo er sich im Tempel des Sonnengottes ein Nest aus Myrrhen baut. Hier verbrennt er beim Sonnenaufgang in der Glut der Morgenröte, um aus seiner Asche verjüngt wieder aufzuerstehen und zum Himmel emporzufliegen. Dies soll alle 500 oder 1461 Jahre geschehen.

### Darstellungen
Er wird meist in Gestalt eines menschengroßen Reihers mit zwei langen Hinterkopffedern und golden-rotem oder vierfarbigem Gefieder dargestellt. Möglicherweise handelt es sich bei diesem Reiher um den ausgestorbenen Riesenreiher Ardea bennuides.